# Roger White-Parsons
Roger White-Parsons (* 16. November 1960 in Lagos, Nigeria) ist ein ehemaliger neuseeländischer Ruderer, der 1982 und 1983 Weltmeister im Achter wurde.

## Leben
Der 1,96 Meter große White-Parsons ruderte mit dem neuseeländischen Achter bei den Weltmeisterschaften 1981 in München als Sieger des B-Finales auf den siebten Platz. 1982 war er Mitglied des Achters, der bei den Weltmeisterschaften in Luzern den Titel vor den Booten aus der DDR und aus der Sowjetunion gewann. Im Jahr darauf erkämpfte der neuseeländische Achter unter Trainer Harry Mahon den Titel bei den Weltmeisterschaften in Duisburg vor den Booten aus der DDR und aus Australien. Bei den Olympischen Spielen 1984 siegten die Kanadier vor dem US-Achter, die Neuseeländer kamen sieben Zehntelsekunden hinter den Australiern als Vierte ins Ziel.